# Карапузики
Карапузики (Histeridae) — родина жуків

## Поширення
Жуки-карапузики трапляються по всьому світу в різних місцях проживання. Поширені в Північній Америці, Центральній Америці, Європі, Азії та Австралії, але кожен вид займає певні ніші. Жуки живуть у гної, падлі, мертвій рослинності, піщаних ділянках, під корою дерев, норах ссавців і колоніях мурах/термітів.

## Опис
Жуки мають довжину від 0,5 до 20 міліметрів. У них тверде хітинізоване, округле, зазвичай плоскокупольне та циліндричне тіло. Вони часто блискучі і чорного кольору. Деякі види мають темні або червонувато-коричневі плями. Укорочені надкрила залишають відкритими один або два сегменти черевця. Короткі вусики мають від 8 до 11 сегментів, мають чіткий кут, а кінчики булавоподібні від одного до трьох сегментів. Голова зазвичай втягується в груди. Їхні ноги зазвичай короткі, складаються з п'яти члеників, або чотирьох члеників на задніх лапах.

## Спосіб життя
При загрозі жуки впадають у стан паралічу (танатоз). Вусики і ніжки втягуються в призначені для цього ямки. Ноги призначені для риття, хоча у старих жуків кігті, особливо передні, значно зношуються протягом життя.
Жуки та личинки є хижаками і полюють на інших комах та їхні личинки. Трапляються під корою, у лісовій підстилці, на трупах, деякі види живуть в пташиних гніздах, норах гризунів, мурашниках, термітниках або в норах жуків-короїдів.

## Систематика
Описано близько 3900 видів і 330 родів. Близько 314 видів і підвидів трапляється в Європі.